# Lokman Akyıldız
Lokman Akyıldız (* 1. September 1989 in Sürmene) ist ein  türkischer Fußballspieler.

## Karriere

### Verein
Akyıldız begann mit dem Vereinsfußball 1998 in der Jugend von İzmit Belediyespor und durchlief später noch die Jugendabteilungen von Körfez Çamlıtepespor, Kocaelispor und İzmit Belediyespor.
2008 wechselte er mit einem Profivertrag ausgestattet zu MKE Kırıkkalespor und eroberte sich hier auf Anhieb einen Stammplatz. Nach einer Saison verpflichtete ihn dann Boluspor. Hier spielte er eine Saison lang und wurde die nachfolgenden Spielzeiten an Çankırı Belediyespor, Eyüpspor und Kırklarelispor ausgeliehen.

### Nationalmannschaft
Akyıldız kam im November 2009 einmal für die türkische U-20-Nationalmannschaft zum Einsatz.